# Stefano Cao
Stefano Cao (Roma, 16 settembre 1951) è un ingegnere e dirigente d'azienda italiano.
Dal 30 aprile 2015 al 30 aprile 2021 è stato amministratore delegato di Saipem S.p.A.

## Biografia
Nato a Roma nel 1951, frequenta il Liceo ginnasio statale Terenzio Mamiani di Roma e consegue, nel 1976, la laurea in ingegneria meccanica presso l'Università degli Studi di Roma (oggi Università La Sapienza). Incomincia la sua carriera professionale nel 1976 in Saipem per poi passare in Eni nel 2000.
È presidente di SPIG S.p.A. e azionista e consigliere di amministrazione di Exploenergy S.p.A., società indipendente attiva nell'esplorazione e produzione di idrocarburi. Ha fatto, inoltre, parte del consiglio di amministrazione di A2A e - tra il 2010 e l'aprile 2015 - ha ricoperto i ruoli di non-executive director e di Presidente del comitato rischi in Petrofac.
È stato consigliere di amministrazione di Autostrade per l'Italia e Aeroporti di Roma S.p.A. e membro dell'advisory board di Ambienta SGR.

## La carriera in Saipem S.p.A. tra il 1976 e il 2000
Nel 1976, Stefano Cao fa il suo ingresso nel Gruppo Eni. Viene infatti assunto in Saipem come Field Engineer e Operation Manager all'interno della divisione Offshore Construction, ruolo che mantiene fino al 1980. In questo periodo è anche capocantiere della nave posa-tubi Castoro Sei con la responsabilità del montaggio del gasdotto sottomarino Transmed tra Tunisia e Sicilia.
Dal 1980 al 1986 ricopre i numerosi incarichi di responsabilità all'estero. Lavora nel Regno Unito come Project Manager, in Danimarca in qualità di Area Manager e nel Mare del Nord come Operation General Manager per condotte offshore. Tra i principali progetti gestiti in questo periodo rientra inoltre la realizzazione di un sistema di condotte di 500 km per conto della compagnia di Stato danese Dong-Dansk Olie og Naturgas in Danimarca. Rientrato in Italia nel 1986, viene nominato Engineering Manager e, nel 1988, assume il ruolo di Vice Direttore Generale Operativo con la responsabilità della divisione Costruzioni Offshore della società. 
Nel 1991, quando Saipem acquisisce la nave Saipem 7000, Stefano Cao assume la responsabilità e la direzione di diversi progetti di impiantistica offshore che sfruttano le capacità di sollevamento (7.000 t) delle sue due gru.
Nel 1993 diventa Direttore Generale delle attività tecniche e commerciali del gruppo per poi essere nominato, nel 1996, Amministratore Delegato con deleghe operative e, nel 1999, Presidente Esecutivo della società.  
Nel 2000 lascia Saipem S.p.A. dopo aver portato a compimento – nel 1999 - l'acquisizione del contratto per la realizzazione del gasdotto internazionale Blue Stream per il trasporto di gas naturale dalla Russia alla Turchia attraverso il Mar Nero.

## La carriera in Eni S.p.A. (2000 - 2008)
Nel 2000 Stefano Cao entra in Eni come Direttore Generale della divisione Exploration and Production . Sotto la sua direzione, nel 2001 Eni acquisisce Lasmo – società britannica attiva nell'esplorazione e produzione di idrocarburi quotata presso il London Stock Exchange – attraverso un'Offerta Pubblica di Acquisto (OPA) e viene nominata operatore unico in Kashagan, giacimento petrolifero offshore localizzato nella parte nord-orientale del Mar Caspio. Dal 2002 al 2007 Eni acquisisce la compagnia petrolifera norvegese Fortum, il giacimento petrolifero di ‘Mboundi in Congo, gli asset della compagnia produttiva americana Dominion nel Golfo del Messico e Burren Energy Ltd, società di esplorazione e produzione britannica. Dal 2002 al 2006 Stefano Cao ricopre anche il ruolo di Presidente di Eni Corporate University S.p.A., società del gruppo specializzata nella selezione e formazione delle risorse umane a livello mondiale.
Stefano Cao lascia Eni S.p.a. nel luglio 2008.
La  produzione di idrocarburi della Divisione Exploration & Production negli otto anni della sua gestione è passata da circa 1.200.000 a quasi 1.800.000 boe/giorno. Questi livelli sono stati raggiunti con la messa in produzione di nuovi giacimenti, l'acquisizione di società indipendenti di esplorazione e produzione e l'acquisto di asset produttivi.

## L'esperienza in Sintonia SA (2009 - 2012)
Nel febbraio 2009 viene nominato Managing Director e CEO di Sintonia (azienda) - holding di partecipazioni attiva nel settore infrastrutture, dove rimane per quattro anni. Azionisti della società sono: Edizione Holding (famiglia Benetton), Goldman Sachs Infrastructure Partners, Mediobanca e GIC (fondo sovrano di Singapore). 
In virtù di questo ruolo, nell'aprile 2009 è nominato consigliere di amministrazione di Atlantia, Autostrade per l'Italia, Gemina, Aeroporti di Roma, Società Azionaria Gestione Aeroporto Torino (Sagat), Aeroporto di Firenze S.p.A., Telecom Italia.

## Altre cariche ricoperte
Dal 2002 al 2006 è stato presidente di Assomineraria, associazione affiliata a Confindustria che riunisce le imprese operanti in esplorazione e produzione di idrocarburi, le relative società di servizi e le attività minerarie. Dall'aprile 2007 all'aprile 2008, inoltre, ha ricoperto il ruolo di consigliere indipendente di Telecom Italia.